# Margaret Hamilton (színművész)
Margaret Hamilton (Cleveland, Ohio, 1902. december 9. – Salisbury, Connecticut, 1985. május 16.) amerikai filmszínésznő és énekes.

## Kezdeti évek
Margaret Hamilton Walter J. Hamilton, és felesége, Mary Jane (született Adams ismert beceneve, Jennie) legfiatalabb gyermekeként látta meg a napvilágot, 1902. december 2-án az Ohio állambeli Cleveland városában. Már fiatal korában érdeklődött a színművészet iránt, a színpadon pedig 1923-ban debütált, miközben a forgatások szünetében kézműves foglalkozást tartott gyermekeknek. Később Painesville városba költözött és ott szülei kérésére óvónői végzettséget szerzett.

## Filmes karrierje
Margaret Hamilton nem volt az a kifejezetten akkori sztereotípiáknak megfelelő színésznő. Rendkívül gyakorlatias, állandóan tanulni vágyó személyisége nagyon hamar az igencsak karakteres színművészek közé sorolta. A képernyőn 1933-ban az Egy másik nyelv című filmben mutatkozott be, majd a következő években szerepelt a These Three (1936), a Csak egyszer élünk, Mikor van a születésnapja? (1937), a Tom Sawyer kalandjai (1938) és az Én kis fekete fejű cinkém című művekben. Mindig dolgozott, hogy eltarthassa magát és fiát, és sohasem szerződött egy stúdióval sem, a fizetése minden esetben heti 1000 dollár volt. Az 1940-es évek elején több filmben is együtt játszott Richard Cromwellel. Jellegzetes hangja és orgánuma volt, ami hamar a védjegyévé vált. Még az 1950-es években is kapott különböző szerepeket, igaz egyre szórványosabban. Ebben az időben együtt játszott Lou Costellóval és Bud Abbottal, valamint híres filmjei közé tartozik az 1960-ban készült 13 Ghosts (13 szellem) című horrorfilm, amelyben egy tizenkét éves lány a partnere, aki folyamatosan kigúnyolja a boszorkány Hamiltont, aki az egyik jelenetben eközben seprűt tart a kezében.

### Óz, a csodák csodája

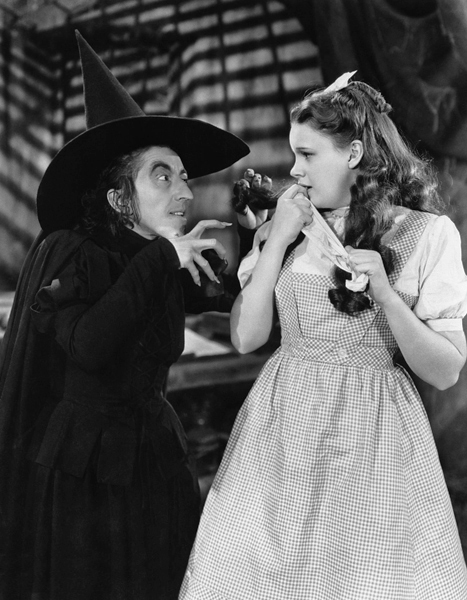
Hamilton a gonosz nyugati Boszorkány szerepében Judy Garlanddal, aki Dorothy Galet alakította az Óz, a csodák csodája című filmben (1939)

## Magánélete
Hamilton élete végéig barátja maradt az  Óz, a csodák csodája  forgatásán megismert Ray Bolgernek. 1931. június 13-án ment férjhez Paul Boytonhoz, míg a következő évben már a New York-i színpadon játszott. Amíg színészi pályája egyre csak emelkedett, addig magánélete egyre nagyobb válságba került, így 1938-ban elvált férjétől, akivel egy közös gyermekük, Hamilton Wadsworth Meserve (szül. 1936) volt, és akit a válás után saját nevére vett. Három unokája volt, Christopher, Scott és Margaret. Többször nem házasodott meg.

## Utolsó évei és halála
Hamilton saját karrierje építése mellett tanárként is helytállt, és sokszor kifejtette véleményét oktatási ügyekben. 1948 és 1951 között egy Beverly Hills-i iskolában tanított, míg 1950-ben egy vasárnapi iskolában oktatott színészetet. Később a New Yorkhoz közeli Millbrookba költözött. Idős korában az Alzheimer-kór tüneteit vélték felfedezni nála, halálát szívroham okozta 1985. május 16-án. Holttestét elhamvasztották, majd szétszórták Ameniában, New York közelében.

## Filmográfia
- Another Language (1933)
- Hat, Coat, and Glove (1934)
- There's Always Tomorrow (1934)
- By Your Leave (1934)
- Szigorúan bizalmas (1934)
- The Farmer Takes a Wife (1935)
- Út a boldogság felé (1935)
- Chatterbox (1936)
- Ártatlanok (1936)
- Nászút a hóban (1936)
- The Witness Chair (1936)
- Laughing at Trouble (1936)
- Csak egyszer élünk (1937)
- When's Your Birthday? (1937)
- A család szégyene (1937)
- Mountain Justice (1937)
- Saratoga (1937)
- I'll Take Romance (1937)
- Ahol semmi sem szent (1937)
- Tamás urfi kalandjai (1938)
- Nincs többé alvilág (1938)
- Mother Carey's Chickens (1938)
- Hajnali esküvő (1938)
- Breaking the Ice (1938)
- Az örök csavargó (1938)
- Óz, a csodák csodája (1939)
- The Angels Wash Their Faces (1939)
- Nem gyerekjáték (1939)
- Main Street Lawyer (1939)
- Kis kakasom (1940)
- The Villain Still Pursued Her (1940)
- I'm Nobody's Sweetheart Now (1940)
- A láthatatlan asszony (1940)
- Play Girl (1941)
- The Gay Vagabond (1941)
- Babes on Broadway (1941)
- Kétágyas hálószoba (1942)
- Meet the Stewarts (1942)
- The Affairs of Martha (1942)
- Journey for Margaret (1942)
- City Without Men (1943)
- Különös eset (1943)
- Johnny Come Lately (1943)
- Guest in the House (1944)
- George White's Scandals (1945)
- Janie Gets Married (1946)
- Faithful in My Fashion (1946)
- Mit csinált Diddlebock szerdán? (1947)
- Dishonored Lady (1947)
- Pet Peeves (1947)
- Driftwood (1947)
- Reaching from Heaven (1948)
- Az ország állapota (1948)
- Texas, Brooklyn and Heaven (1948)
- Bungalow 13 (1948)
- The Sun Comes Up (1949)
- The Red Pony (1949)
- Lust for Gold (1949)
- The Beautiful Blonde from Bashful Bend (1949)
- The Great Plane Robbery (1950)
- Wabash Avenue (1950)
- Riding High (1950)
- Comin' Round The Mountain (1951)
- People Will Talk (1951)
- 13 Ghosts (1960)
- Paradise Alley (1962)
- The Daydreamer (1966)
- Rosie! (1967)
- Angel in My Pocket (1969)
- Brewster McCloud (1970)
- Az Anderson magnószalagok (1971)
- Visszatérés Óz földjére (1974) — hang rögzítése 1962-ben

### Egyéb filmes szereplései
- The Paul Winchell and Jerry Mahoney Show (1953–54)
- Valiant Lady (cast member, 1955)
- Dow Hour of Great Mysteries (1960) as Lizzie Allen in The Bat Mary Roberts Rinehart
- Car 54, Where Are You? (1963), Miss Pownthleroy
- The Patty Duke Show (1963), The Lane Family housekeeper
- The Addams Family (1965–66), Hester Frump
- The Secret Storm (1964–67)
- As the World Turns (1971)
- Szezám utca (1970)
- The Night Stalker (1973)
- Sigmund and the Sea Monsters (1973)
- The Partridge Family (1974)
- Mister Rogers' Neighborhood (4 epizód, 1975—76)
- The Paul Lynde Halloween Special (1976)
- Lou Grant (2-2 szereplés 1979-ben és 1982-ben), Thea Taft
- Laramie (television series) (Beyond Justice,11/27/62)

## További információ
- Margaret Hamilton a PORT.hu-n (magyarul)
- Margaret Hamilton az Internetes Szinkronadatbázisban (magyarul)
- Margaret Hamilton az Internet Movie Database-ben (angolul)
- Margaret Hamilton a Rotten Tomatoeson (angolul)